# Longecombe
Longecombe is een plaats in het Franse departement Ain in de gemeente Plateau d'Hauteville. De plaats maakt deel uit van het arrondissement Belley.

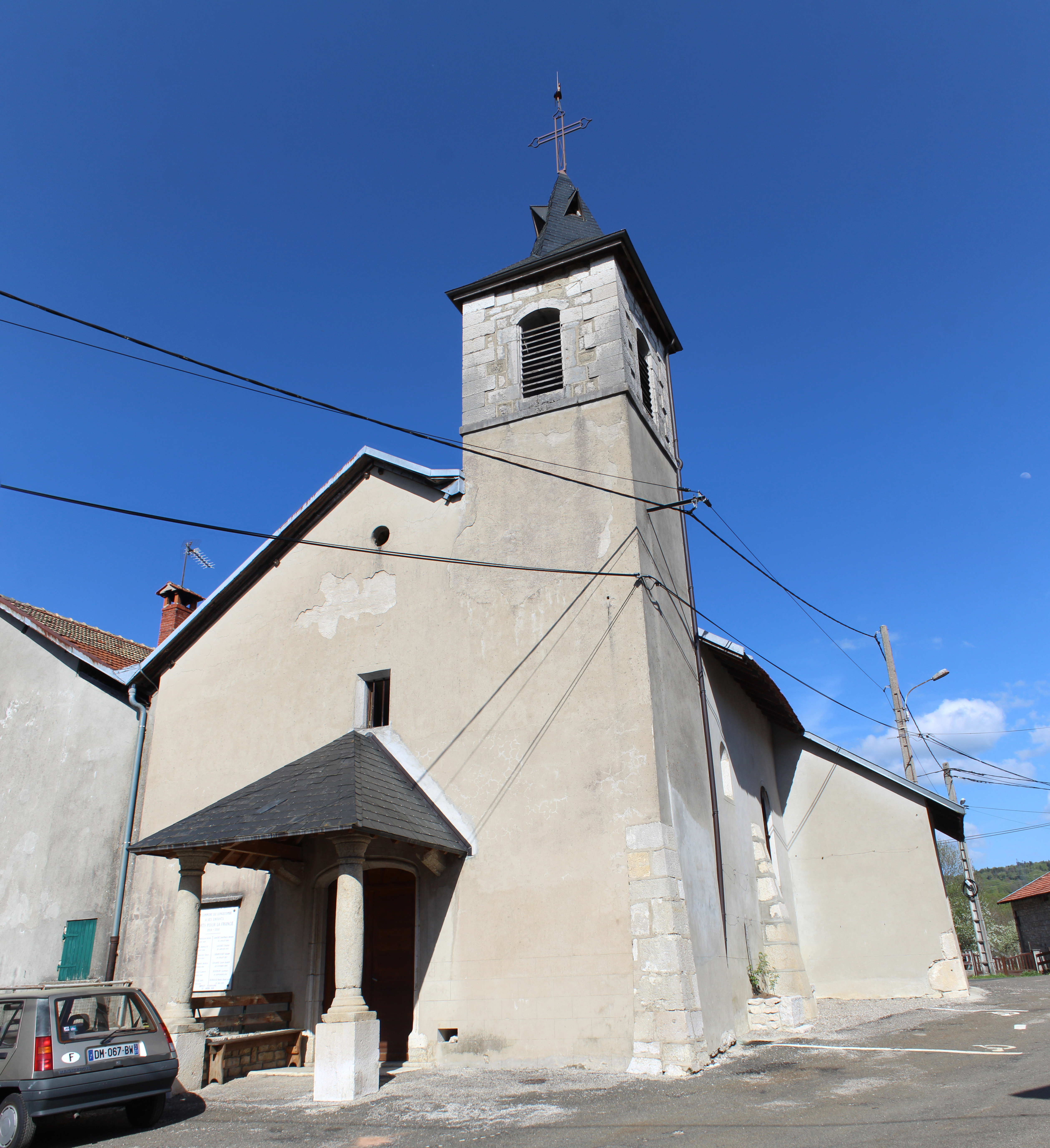
De kerk van Longecombe

## Geschiedenis
Op 4 mei 1883 werd het gehucht Charabotte overgeheveld van Longecombe naar de gemeente Chaley. Op 1 september 1964 ging Longecombe op in de gemeente Hauteville-Lompnes, die op 1 augustus 1942 gevormd was door de fusie van de gemeente. Hauteville en Lompnes. Deze gemeente fuseerde op 1 januari 2019 met Cormaranche-en-Bugey, Hostiaz  en Thézillieu tot de commune nouvelle Plateau d'Hauteville.
Cormaranche-en-Bugey · Hauteville · Hostiaz · Lacoux · Longecombe · Lompnes · Thézillieu